# Греческая слобода (исторический район, Санкт-Петербург)
Греческая слобода — исторический район Санкт-Петербурга, находился в границах современных Миллионной улицы, Аптекарского и Мошкова переулков и набережной реки Мойки.

## История
Возникла в начале XVIII века на правом берегу реки Мойки, к югу от Немецкой слободы. На её территории находился католический храм, шведская и финская церкви. В слободе жили капитаны, боцманы и простые моряки, переехавшие в Петербург из разных портов Средиземноморья; этот факт и дал название всему историческому району.
На рыночной площади Греческой слободы находились постройки «Харчевного рынка», уничтоженного во время пожара 1737 года. Позже на этом месте возникла Аптекарская площадь, названная в честь придворной аптеки, находившейся в Греческой слободе. Память об этой площади сохранилась в названии Аптекарского переулка.